# بانک استرلینگ نیجریه
بانک استرلینگ نیجریه (انگلیسی: Sterling Bank) شرکت خدمات مالی و بانکداری نیجریه‌ای است، که در سال ۱۹۶۰ تأسیس شد.